# Wilhelm af Preussen
Wilhelm af Preussen (Friedrich Wilhelm Victor August Ernst) (6. maj 1882 – 20. juli 1951) var Tysklands sidste kronprins. Han nåede aldrig at blive hverken tysk kejser eller konge af Preussen, da monarkierne blev afskaffet i Tyskland i 1918.
Wilhelm var det ældste barn af den sidste tyske kejser Wilhelm 2. og Augusta Viktoria af Slesvig-Holsten-Sønderborg-Augustenborg. Han blev kronprins i en alder af seks år i 1888, da hans bedstefar kejser Frederik 3. døde, og hans far blev kejser. Kronprins Wilhelm deltog som officer i Første Verdenskrig. Efter afskaffelsen af monarkierne i Tyskland ved Novemberrevolutionen i 1918, hvor hans far abdicerede for sig selv og alle efterkommere, gik Wilhelm i eksil med sin far i Nederlandene.
Efter sin tilbagevenden til Tyskland i 1923 bekæmpede han Weimarrepublikken og arbejdede for genindførelse af monarkiet og et diktatur i Tyskland. Ved Wilhelm 2.'s død i 1941 blev han familieoverhoved for huset Hohenzollern og tronprætendent, en position han beholdt til sin egen død i 1951.

## Biografi

### Tidlige liv

#### Fødsel og familie
Prins Wilhelm af Preussen blev født den 6. maj 1882 som det første af de syv børn, der blev født i ægteskabet mellem den daværende Prins Wilhelm af Preussen og dennes første hustru Augusta Viktoria af Slesvig-Holsten-Sønderborg-Augustenborg. Hans far var den ældste søn af den tyske kronprins, den senere kejser Frederik 3., og barnebarn af den regerende kejser Wilhelm 1. Ved sin fødsel var han således nummer tre i tronfølgen til den tyske trone efter sin farfar og far med udsigt til med tiden at arve den tyske og den preussiske trone. Han kom til verden i det nyklassicistiske Marmorpalais i slotsparken Neuer Garten i den nordlige del af byen Potsdam sydvest for Berlin, hvor hans forældre havde deres residens fra deres bryllup i 1881 til deres tronbestigelse i 1888.
Hans fødsel udløste et skænderi mellem hans forældre på den ene side og hans bedstemor, Kronprinsesse Victoria på den anden. Inden Wilhelm blev født, havde hans bedstemor forventet at blive bedt om at hjælpe med at finde en barnepige, men da hendes søn gjorde alt, hvad han kunne for at genere hende, bad den kommende Kejser Wilhelm 2. sin mors søster Prinsesse Prinsesse Helena af Storbritannien om at hjælpe i stedet. Hans mor blev såret, og hans bedstemor, Dronning Victoria, som var den nyfødte Prins Wilhelms oldemor, var rasende.
Prins Wilhelm fik efter sin fødsel seks yngre søskende, Prins Eitel Friedrich, Prins Adalbert, Prins August Wilhelm, Prins Oskar, Prins Joachim og den eneste pige i børneflokken Prinsesse Viktoria Luise.
I 1888, det såkaldte Trekejserår, hvor både hans oldefar og kort efter hans bedstefar døde, blev Prins Wilhelms 29-år gamle far først kronprins og derefter, som Wilhelm 2., tysk kejser og konge af Preussen, mens den 6-årige Wilhelm selv blev tronfølger med den officielle titel kronprins af Det Tyske Rige og af Preussen.

#### Opvækst og uddannelse
Kronprins Wilhelm voksede op med sine søskende i en kølig militaristisk atmosfære i preussisk ånd, der blev forstærket af den generelle strenghed kejseren udviste overfor sine sønner. Ligesom sine fem brødre tilbragte Kronprins Wilhelm sin skoletid i det såkaldte Prinzenhaus, et tidligere lystslot i Plön Slots park ved byen Plön i sin mors hjemstavn, den dengang preussiske provins Slesvig-Holsten. På den såkaldte Prinzeninsel i den nærliggende Großer Plöner See blev der opført en uddannelsesbondegård, hvor prinserne kunne lære om landbrug, og nedenfor Plön Slot blev der bygget en særlig jernbanestation til brug for den kejserlige familie, kaldet Prinzenstation. I Plön kom Wilhelm også i lære hos en drejermester for at følge traditionen om, at prinserne fra Huset Hohenzollern skulle lære et håndværk. Fra 1901 til 1903 læste han statskundskab og forvaltningsret ved universitetet i Bonn.

#### Ægteskab
Kronprins Wilhelm giftede sig den 6. juni 1905 i slotskirken på Det Kongelige Slot i Berlin med hertuginde Cecilie af Mecklenburg-Schwerin (1886-1954), som var datter af storhertug Frederik Frans 3. af Mecklenburg-Schwerin og storfyrstinde Anastasia Mikhailovna af Rusland samt søster til den senere Dronning Alexandrine af Danmark. Efter brylluppet boede kronprinsefamilien om vinteren i Kronprinzenpalais på pragtgaden Unter den Linden i det centrale Berlin, mens de i sommermånederne boede i Marmorpalais i Potsdam og senere på det nyopførte slot Cecilienhof i samme by. Parret fik i årene frem til 1917 seks børn.

### Første Verdenskrig
Kronprins Wilhelm deltog som officer i Første Verdenskrig. På trods af at han kun var 32 år gammel og aldrig havde kommanderet en enhed større end et regiment, blev den tyske kronprins udnævnt til chef for 5. armé i august 1914, kort efter krigens udbrud. Fra august 1915 og frem fik Kronprins Wilhelm den supplerende rolle som chef for den tyske hærgruppe Heeresgruppe Deutscher Kronprinz.

#### Afskaffelsen af monarkiet
Umiddelbart før afslutningen af Første Verdenskrig, mistede Kejser Wilhelm hærens støtte og blev i lighed med de øvrige tyske fyrster tvunget til at abdicere, da monarkierne blev afskaffet i Tyskland ved Novemberrevolutionen i 1918. Han gik derefter i eksil i Nederlandene, hvor han boede til sin død i 1941. Som tronfølger gik Kronprins Wilhelm også i eksil med sin far i Nederlandene.

### Senere liv
Efter sin tilbagevenden til Tyskland i 1923 knyttede han forskellige kontakter til det højreradikale miljø. Han bekæmpede Weimarrepublikken og arbejdede for genindførelse af monarkiet og et diktatur i Tyskland. Efter at hans planer om at blive præsident var blevet blokeret af hans far, støttede Wilhelm Adolf Hitlers magtovertagelse, men da Wilhelm indså, at Hitler ikke havde til hensigt at genoprette monarkiet, blev deres forhold køligere. Ved Wilhelm 2.'s død i 1941 blev han familieoverhoved for huset Hohenzollern og tronprætendent, en position han beholdt til sin egen død i 1951.

## Ægteskab og børn
Kronprins Wilhelm giftede sig den 6. juni 1905 i Berlin med hertuginde Cecilie af Mecklenburg-Schwerin (1886-1954), som var datter af storhertug Frederik Frans 3. af Mecklenburg-Schwerin og storfyrstinde Anastasia Mikhailovna af Rusland samt søster til Danmarks Dronning Alexandrine. Parret fik seks børn:
1. Wilhelm af Preussen (1906-1940), gift 1933 med Dorothea von Salviati og fik to børn.
2. Louis Ferdinand af Preussen (1907-1994), gift 1938 med Kira Kirillovna af Rusland og fik syv børn.
3. Hubertus af Preussen (1909-1950), gift 1941 med baronesse Maria von Humboldt-Dachroeden og skilt 1943. Gift igen 1943 med Magdalena Reuss af Köstritz og fik to børn.
4. Friedrich af Preussen (1911-1966), gift 1945 med Lady Brigid Guinness og fik fem børn.
5. Alexandrine af Preussen (1915-1980), ugift
6. Cecilie af Preussen (1917-1975), gift 1949 med Clyde Harris. Ét barn.